# Haplostachys
Haplostachys là một chi thực vật có hoa trong họ Hoa môi (Lamiaceae).

## Loài
Chi Haplostachys gồm các loài: